# Flotation Toy Warning
Flotation Toy Warning — музыкальная группа из Лондона, образованная в 2001-ом году. Их звучание характеризуют как смесь спейс-рока и камерного попа, среди схожих исполнителей называют Mercury Rev, The Flaming Lips, Grandaddy, Sparklehorse, The Unicorns и Air.

## Состав
Участники группы заявляют, что они — полярники и историки из XIX-го века. В состав группы входят:
- Пол Картер — вокал
- Бен Клэй — гитара, бас
- Колин Коксэлл — ударные
- Нэйнеш Ша — гитара, бас
- Вики Вест — клавишные.

## Дискография
Дебютный альбом Flotation Toy Warning Bluffer’s Guide To The Flight Deck, был выпущен в сентябре 2004 года на лондонском лейбле «Pointy». Американский и французский релизы состоялись в августе 2005 года («Misra Records» и «Talitres Records» соответственно).
На «Pointy» также были выпущены два мини-альбома: I Remember Trees (июль 2002 года) и The Special Tape (ноябрь 2002 года).
В июле 2017 на французском лейбле «Talitres» вышел второй альбом Flotation Toy Warning The Machine That Made Us.

### Основные альбомы
- Bluffer’s Guide To The Flight Deck (2004)
- The Machine That Made Us (2017)

### Синглы и EP
- I Remember Trees (2002)
- The Special Tape (2002)
- When The Boat Comes Inside Your House / A Session Underground (2011)